# Церковнопарафіяльна школа
Церко́внопарафія́льна (церко́вноприходська́) шко́ла — початкова школа при церковній парафії.

## Історія

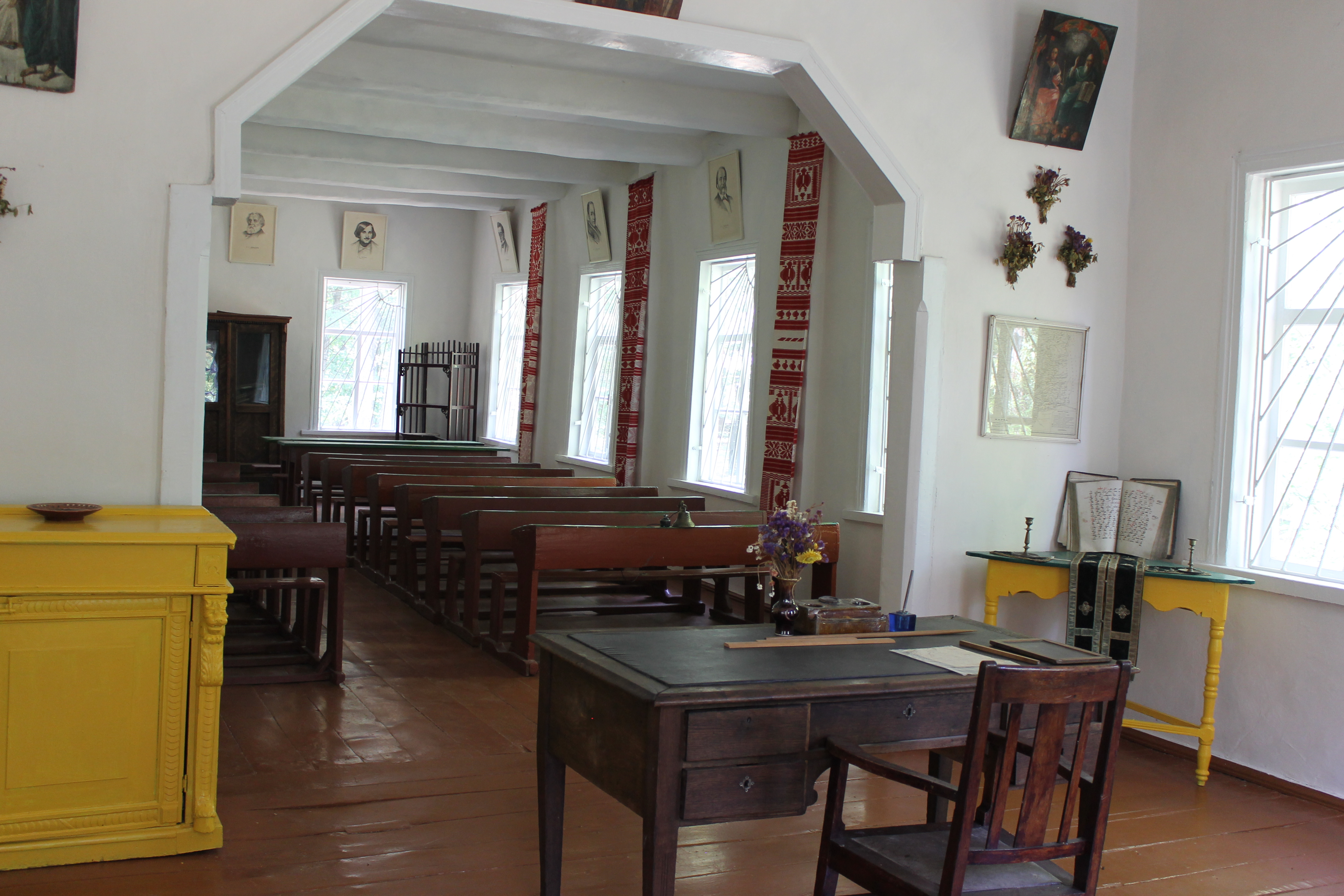
Церковнопарафіяльна школа села Помоклі.

У Російській імперії церковнопарафіяльні однорічні школи першої ланки освіти з'явилися після шкільної реформи 1804 року; перебували у віданні духовного відомства, тобто Священного Синоду Російської православної церкви. Раніше — парафіяльні училища.
До 1861 року духовенство Російської імперії заснувало понад 18 тисяч початкових училищ, за якими закріпилася назва церковнопарафіяльних шкіл (вживалися також назви «священицькі школи», «церковні школи», «школи для поселянських дітей»).
Поширення церковнопарафіяльних шкіл викликало невдоволення як з боку чиновницької бюрократії, так і з боку багатьох земств. У 1870-х роках  міністерство народної освіти фактично підпорядкувало церковні школи своєму адміністративному управлінню. Багато церковних училищ перейшло у відання земств.
На кінець 18 ст. церковнопрафіяльні школи практично зникли, оскільки не були передбачені церковними штатами. Знову почали відкриватись згідно з попередніми правилами Міністерства народної освіти у 1803 і статутами 1804 і 1828. 
Ставлення до церковної школи стало змінюватися на рубежі 70-х — 80-х років XIX століття, у період суспільних потрясінь. 1884 року видано «Правила про церковнопарафіяльні школи», за якими створювалися однокласні або 2-річні й двокласні або 4-річні (на початку XX століття були перетворені на 3 - та 5-річні відповідно) церковнопарафіяльні школи. В однокласних вивчалися Закон Божий, церковний спів, письмо, арифметика, читання. У двокласних школах окрім цього — історія та церковнослов'янська мова.
Навчання здійснювали священники, диякони і дячки (інколи мандрівні дяки), а також учителі і вчительки, які закінчили переважно церковно-учительські школи та єпархіальні училища.
Діяльність шкіл перебувала у віданні попечительської ради, куди входили завідувач школи, попечителі, вчителі, представники міста чи земства, виборні особи від населення, що користується школою, які повинні були бути православного віросповідання. На раду покладалися турботи про благоустрій школи у всіх аспектах.
Активну участь у відкритті сільських церковнопарафіяльних шкіл брали місцеві прогресивні діячи, яки засновували школи своїм коштом. Так, наприклад, на Полтавщині було засновано близько 20 церковнопарафіяльних шкіл С.В. та І.В. Капністами у селах Пузикове та Трубайці (1832), Бригадирівці (1842), П.Капніст, О. Магденко - в Глобиному та Миколаївці (1835), О.В. Капніст  - в Обухівці (1836), Ковалівці (1841), гр. Розумовська - у Карлівці (1837), М.А Цертелєв і Г.П. Галаган - в Андріївці і Сокирницях (1838). 
Для дітей німецьких колоністів були відкриті церковнопарафіяльні школи з відділенням для дівчат у Костянтинограді (1819), Полтаві (1825) та Кременчуці (1832), які утримувались за громадськи кошти. 

## Сучасність
В Україні церковнопарафіяльні школи називаються недільними та діють при багатьох парафіях.